# Fritz Hippler
Fritz Hippler, född 17 augusti 1909 i Berlin, död 22 maj 2002 i Berchtesgaden, var en tysk filmskapare. Han var chef, under Joseph Goebbels, för propagandaministeriets filmavdelning. Hippler är mest känd för att ha regisserat propagandafilmen Den evige juden från 1940.